# Al-Wahda Sanaa
Der al-Wahda Sports & Cultural Club, Sanaa (arabisch نادي الوحدة الرياضي الثقافي, DMG Nādī l-Waḥda ar-riyāḍī aṯ-ṯaqāfī) ist ein jemenitischer Sportklub mit Sitz in der Stadt Sanaa.

## Geschichte
Der Klub wurde im Jahr 1954. Bereits zu Zeiten des Nordjemen gelingt es im Jahr 1979 der Fußball-Mannschaft den ersten bekannten Meistertitel einzufahren. Danach dauerte es bis zur Saison 1994/95 um sich die nächste Meisterschaft nach der Wiedervereinigung zu sichern. Dies konnte danach direkt in der Saison 1996/97 und in der Saison 1997/98 direkt wiederholt werden, womit man drei Mal in Folge Meister wurde. Danach sank man kurzzeitig etwas ab, sicherte sich in der Spielzeit 2002 aber noch ein weiteres Mal die Meisterschaft.
Anschließend sank man innerhalb der Tabelle in den folgenden Jahren wieder erneut nach unten, nur diesmal landete man nach der Runde 2005 sogar in den Playoffs um den Abstieg. Hier verlor man das Spiel gegen Yarmuk al-Rawda und stieg somit erstmals ab. Gleich in der Folgesaison gelingt in der zweiten Liga als Gruppensieger aber der sofortige Wiederaufstieg. In der Folgesaison landete man anschließend erneut in den Abstiegsplayoffs. Hier traf man diesmal auf al-Tilal Aden, gegen welche man sich auch erst nach Elfmeterschießen mit 3:1 durchsetzen konnte und somit die Klasse diesmal hielt. Doch nach der Saison 2007/08 war dann wieder Schluss mit Erste Liga und die Mannschaft stieg diesmal auch direkt ab. Aber auch hier gelang es dann sich endgültig den Ruf einer Fahrstuhlmannschaft einzufahren, indem man direkt wieder einmal als Gruppensieger direkt wieder aufsteigen konnte. Zumindest blieb man mit 37 Punkten über den siebten Platz nach der Spielzeit 2009/10 diesmal auch in der ersten Liga. Doch bis zum nächsten Abstieg dauerte es dann nur bis zum Ende der Saison 2010/11.
Anschließend kehrte man in der Saison 2013 noch einmal zurück, stieg wie schon zuvor aber direkt wieder ab. Zur Saison 2014/15 gelang dann wieder der Aufstieg ins Oberhaus, hier wurde die Liga aufgrund der Militärintervention jedoch im Januar 2015 abgebrochen. Somit gab es für den Klub in den nächsten Jahren keinen regulären Spielbetrieb, lediglich in ein paar kleinen Turnieren tauchte das Team in den Ergebnissen auf. Erst in der Saison 2019/20 gab es wieder mit dem YFA Tournament eine landesweit ausgetragene Meisterschaft. Hier verpasste man aber die Playoffs. In der Spielzeit 2021 spielten alle Teams aus der Saison 2014/15, womit auch al-Wahda einen Startplatz hatte. Hier gelang es gleich seine Gruppe zu gewinnen und in die Playoffs einzuziehen. Dort verlor man jedoch im endgültigen Finalspiel mit 2:4 nach Elfmeterschießen gegen Fahman Abyan und verpasste so seine nächste Meisterschaft nur knapp.

## Erfolge
- Yemeni League (Nordjemen): 1978/79
- Yemeni League: 1994/95, 1996/97, 1997/98, 2002
- Unity Cup (May 22 Cup): 1997/98, 2017
- North Yemen – Cup of the Republic: 1977/78